# ریچارد مونتگومری
ریچارد مونتگومری(به انگلیسی: Richard Montgomery) یک ایرلندی است که در ارتش بریتانیا با درجه سرباز خدمت می کرد.او در چند سال بعد به عنوان ژنرال در ارتش قاره ای مشغول به خدمت شد وی بیشتر شهرتش را به خاطر شکست در حمله به استان کبک به دست آورد.